# Деменовський потік
Деменовський потік (словац. Demänovský potok) — річка в Словаччині, права притока Юрікового потоку, протікає в окрузі Наместово.
Довжина приблизно 2.3-3.2 км. Витік знаходиться в масиві Центральні Бескиди (геоморфологічна підодиниця Підбескидська Верховина — схил гори Деменова) — на висоті близько 910 метрів. Протікає територією села Оравска Лесна.
Впадає в Юріков потік на висоті приблизно 815—820 метрів.